# República de Tripolitana
La república de Tripolitana fou un estat a la part occidental de Líbia (1918-1919 i 1919-1923) sota control de les forces oposades als italians.
Sulayman al-Baruni, cap amazic del Jebel Nafusa, fou desembarcat pels alemanys a Misurata (25 de setembre de 1916) amb un firman imperial que el nomenava governador general de Tunísia, Algèria i Tripolitana; se li va unir a Misurata el cap local Ramadham al-Shtewi al-Suwaylihi, un nacionalista; també li va donar suport Nuri Bey, el nou delegat otomà, que va organitzar un exèrcit de 6000 homes; va fer atacs tot el 1917. Els rebels van ser derrotats per quatre vegades en accions limitades però els italians no els van poder derrotar decisivament. Al-Baruni va fer atacs a Trípoli que no van tenir èxit.
Ramadham al-Shtewi al-Suwaylihi va establir a Misurata l'embrió de la República Tripolitana ja el 1917 quan van esclatar conflictes entre les faccions de la resistència; a part dels nacionalistes, els reformistes estaven dividits en dos faccions, una de les quals la dirigia Sidi Idris que l'abril de 1917 va iniciar converses amb anglesos i italians. Nuri Bey va dimitir el 1918 i va sortir del país i el seu successor Ishak Pasha fou intractable i va esdevenir molt impopular i el govern otomà va enviar al príncep Osman Fuad, net de Murat V que va arribar en un submarí l'abril de 1918; va provar d'arranjar les diferències entre les tribus i entre les faccions. L'armistici de Mudros de 30 d'octubre de 1918 va modificar parcialment la situació. Les faccions van convenir en l'establiment de la república de Tripolitana com estat independent (18 de novembre de 1918) a la que van donar suport tant al-Suwaylihi com al-Baruni, i els elements que donaven suport als otomans van afavorir ara aquesta via; Itàlia va decidir negociar encara que la situació a la regió estava complicada per la presència d'almenys dotze caps (la situació a Cirenaica era més senzilla).
El 17 de maig de 1919 la colònia de Líbia fou dividida en dues: Tripolitana i Cirenaica. Itàlia va pactar principalment amb al-Baruni i els caps més poderosos: un Reial decret d'1 de juny de 1919 donava als tripolitans el dret de ciutadania italiana, reconeixia la llei islàmica com a llei civil, i es creava una assemblea electiva per decidir sobre legislació i impostos. Dels caps tripolitans, Ramadham al-Shtewi al-Suwaylihi era el més oposat, i es negava a acceptar l'acord, però finalment va reconèixer la sobirania italiana i fou nomenat mutezarif de Misurata. La bandera italiana es va hissar el 12 de juliol de 1919 a Azizia i la república Tripolitana va quedar dissolta. L'1 d'agost fou nomenat governador de Tripolitana Vittorio Mezinger com encarregat d'aplicar la nova política que establia una colònia autònoma amb capacitat legislativa.
El setembre la frontera amb França a Tunísia fou rectificada. Van passar uns mesos i no es va donar cap pas per a les eleccions i el 16 de novembre de 1919 es va tornar a proclamar la república a Misurata amb Ahmad Tahir al-Murayyid al front (encara que nominalment república de Tripolitana, fou coneguda com a república de Misurata); els líders àrabs i amazics van formar un Partit Nacional de la Reforma (Hizb al-Islam al-Watani). Amb el nou governador Luigi Mercatelli (juny de 1920) la situació va començar a evolucionar de manera diferent retornant a la política colonialista. Ramadham al-Shtewi al-Suwaylih va fer presoner al comandant de les tropes italianes a Joms però al cap d'unes setmanes el va alliberar; la tribu Yarhuna es va revoltar i al-Suwaylihi, requerit pels italians, no va voler participar en la lluita. Després de l'assassinat d'al-Suwaylih (agost de 1920) els dirigents de la república i els líders en territoris sota control italià van passar a la clandestinitat.
El setembre de 1921 el príncep hereu Humbert va visitar Trípoli. El 26 de gener de 1922 va començar l'ocupació de Misurata Marina, principal port dels republicans, que va acabar el 12 de febrer de 1922. Els nacionalistes van assetjar Azizia que fou alliberada pels italians el 3 d'abril. El ministeri italià va aprovar l'avanç altre cop cap a l'interior, sent les primeres localitats ocupades Sidi el-Chemri prop de Joms i Sidi el-Uled prop d'Azizi; quasi el mateix dia de la marxa feixista sobre Roma (finals d'octubre) fou ocupada Gefren; al hiven del 1922-1923 es va preparar més avanços i a començaments del 1923 van seguir Sliten, Tarhuna, Misurata (ciutat) i altres. La república va acabar així. La zona desèrtica al sud fou ocupada pels italians el 1924.

## Bandera
La bandera de la república no està prou ben documentada. S'esmenta una bandera blau clar amb un palmera verda al centre i estel blanc al damunt, que no és clar si ja es feia servir abans de l'establiment de la colònia autònoma de Tripolitana (12 de juliol de 1919) quan es va hissar la bandera italiana, o bé fou la bandera dels republicans adoptada després del 16 de novembre de 1919 i basada en l'escut colonial; aquesta bandera fou documentada per un vexil·lòleg rus que la va veure a un museu a Trípoli. Va quedar abolida el 1923.

## Llista de presidents
- Suleyman al-Baruni (provisional 1917-1918), 1918
- Ahmed bin Ali 1918-1919
- Ramadham al-Shtewi al-Suwaylihi 1919
- Dissolució 12 de juliol de 1919 a 16 de novembre de 1919
- Ahmad Tahir al-Murayyid 1919-1920
- Abdel Nabi Belker'dir 1920-1923